# Ярославка (приток Оки)
Ярославка — река в Рязанской области России.

## Общие сведения
Протекает по территории Шиловского района. Исток находится северо-восточнее деревни Мышкар на высоте больше 122 м над уровнем моря, впадает в реку Оку в 573 км от её устья по правому берегу. Длина — 11 км. На берегу реки расположены населённые пункты Задубровского сельского поселения — сёла Задубровье и Константиново.

## Данные водного реестра
По данным государственного водного реестра России относится к Окскому бассейновому округу, водохозяйственный участок реки — Ока от города Рязань до водомерного поста у села Копоново, без реки Проня, речной подбассейн реки — бассейны притоков Оки до впадения Мокши. Речной бассейн реки — Ока.
Код объекта в государственном водном реестре — 09010102212210000025901.